# Barbara Kruger

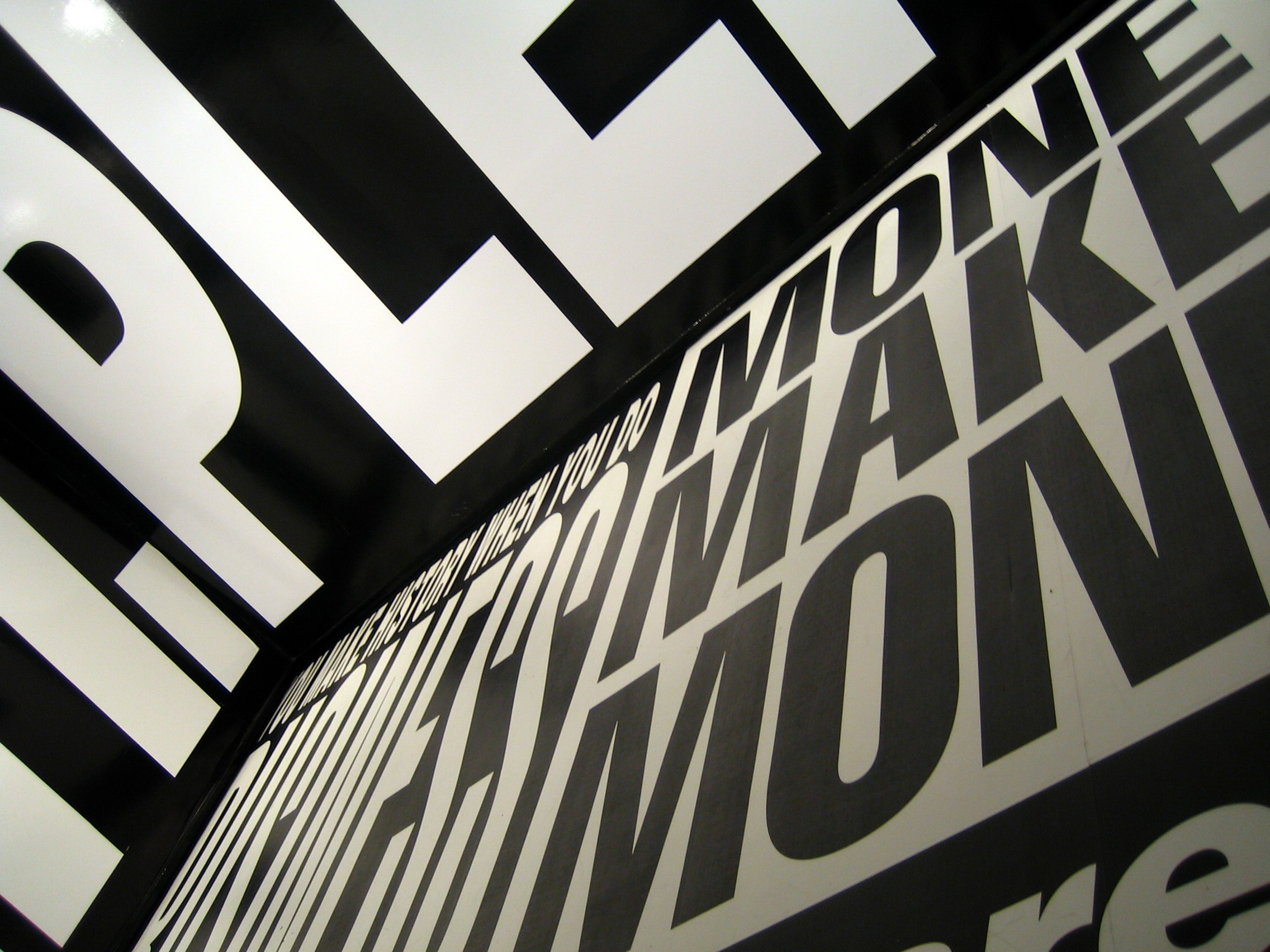
Barbara Kruger, ACCA, Melbourne (2006)

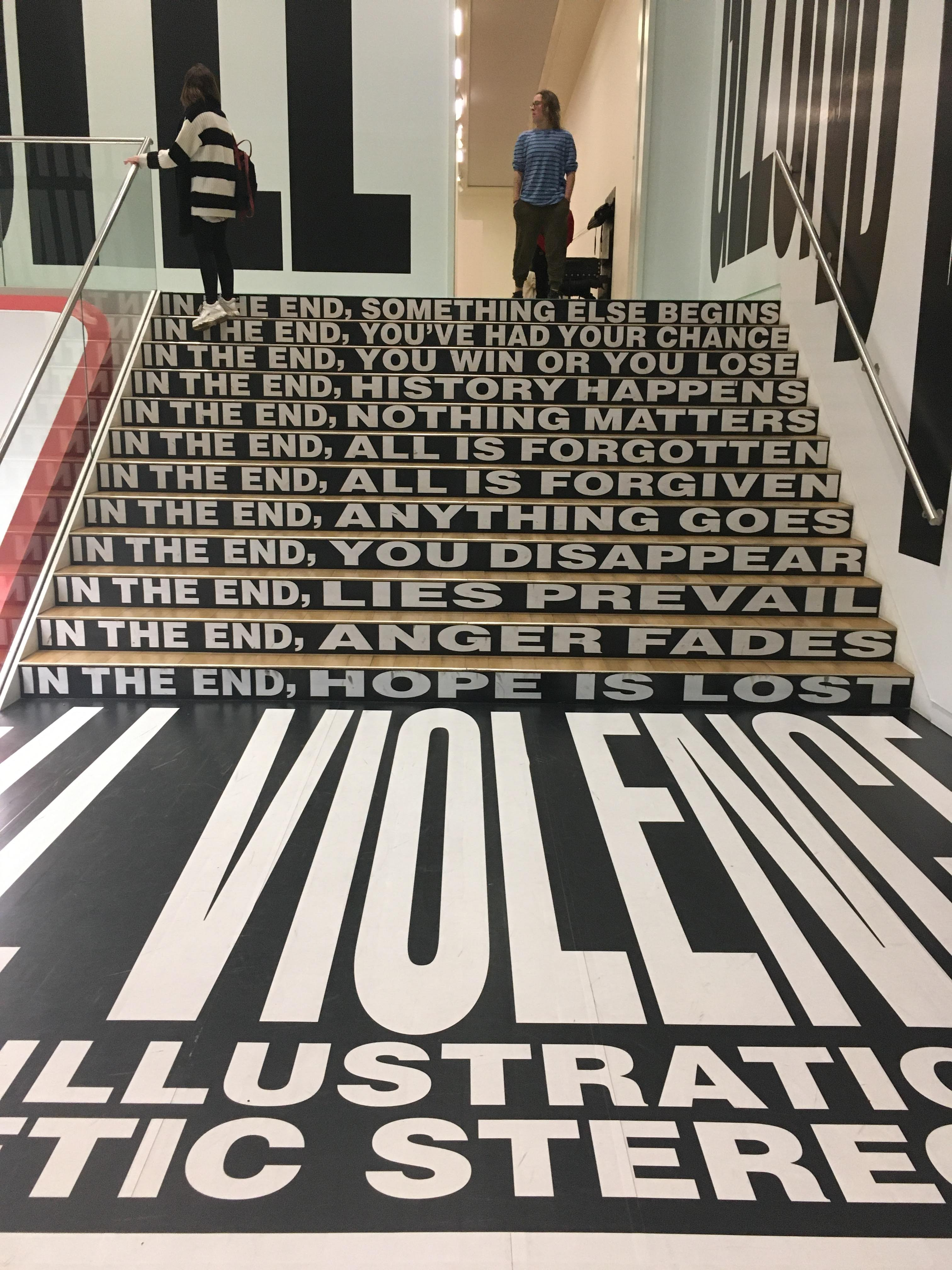
Barbara Kruger, Stedelijk Museum Amsterdam, "Staircase"

Barbara Kruger (*  26. Januar 1945 in Newark, New Jersey) ist eine US-amerikanische Konzeptkünstlerin, die für ihre großformatigen Plakate und Installationen bekannt ist. In ihren Werken thematisiert sie politische und soziale Fragen aus feministischer und konsumkritischer Sicht und gehört „zur ersten Generation feministischer Künstlerinnen [...], die weltweit Beachtung fanden“. Die Wirkung ihrer Plakate, später ihrer wandhohen Installationen fiel in eine Zeit, die „gleichermaßen vom politischen Aufbruch wie von der aufkommenden Konzeptkunst geprägt war.“
Heute lebt und arbeitet die Künstlerin in New York und Los Angeles.

## Leben
Barbara Kruger besuchte ab 1964 die Universität in Syracuse und ab 1966 die Parsons School of Design in New York, wo sie bei Diane Arbus und Marvin Israel studierte, wobei sie besonders von Israel beeinflusst wurde. Dieser war der Art Director von Harper’s Bazaar gewesen und machte Kruger mit Fotografen und der Mode- und Magazin-Subkultur bekannt.
Sie trat 1966 in den Condé Nast Verlag ein und begann bald als Bildredakteurin für die Zeitschrift Mademoiselle zu arbeiten. Nach einem Jahr wurde sie von einer Anfängerin zur Leiterin der Bildredaktion. Kruger war danach auch für House and Garden, für Aperture und für andere Publikationen tätig. Sie arbeitete auch als freie Bildredakteurin. Ihre ersten Kunstwerke datieren von 1969. In den Siebzigerjahren wurde sie mit „groß buchstabierten, knappen Formulierungen“ bekannt. Sie nahm an der Whitney Biennale 1973 teil und hatte Einzelausstellungen im Artists Space und in der Fischbach Gallery (beide in New York). Nach einer Zeit als Dozentin an der University of California in Berkeley und der Veröffentlichung ihres Künstlerbuches Picture/Readings (1978), hatte sie 1979 eine Einzelausstellung in New York im  P.S.1, Contemporary Art Center in Long Island City, Queens, New York City und erhielt 1980 ein Stipendium des P.S.1.
1982 folgten erste große internationale Ausstellungen wie die erste Teilnahme an der Biennale von Venedig und der Documenta 7 in Kassel. In den 1980er Jahren etablierte sie sich mit politischen und sozialkritischen Arbeiten, bei denen sie mit den Mitteln der Massenmedien und der Werbung arbeitete. Sie gilt als eine Pionierin der Konzeptkunst. Dabei stellt sie nicht nur in Galerien aus, sondern arbeitet im öffentlichen Raum, z. B. in Nahverkehrsmitteln und an Kaufhäusern. Zudem lässt sie ihre Werke auch auf Gebrauchsgüter wie T-Shirts, Tassen und Einkaufstüten drucken.
1991 stellte Kruger ihre erste Installation aus.
Kruger war Dozentin an verschiedenen US-amerikanischen Hochschulen und Universitäten, unter anderem dem California Institute of the Arts in Los Angeles, der Schule des Art Institute of Chicago, und an der University of California, Berkeley. Sie lehrt gegenwärtig an der University of California, Los Angeles.
Mit der Politik der USA beschäftigt sich die Künstlerin seit der Wahl von Donald Trump zum amerikanischen Präsidenten wieder verstärkt.

## Werk
Die Wirkung der Plakate, später der wandhohen Installationen von Barbara Kruger fiel in eine Zeit, die „gleichermaßen vom politischen Aufbruch wie von der aufkommenden Konzeptkunst geprägt war.“

### Grafische Arbeiten
Ihre grafischen Arbeiten bestehen meist aus Schwarz-Weiß-Fotografien mit Slogans meist in weißer Futura-Schrift auf rotem Untergrund. Häufig fallen Slogan und Motiv zusammen. Pointierte Formulierungen von Barbara Kruger entwickelten sich zu zeitgenössischen Sprichwörtern („I shop therefore I am“ – „Ich kaufe, also bin ich.“). Kruger nutzt in ihren Werken Ressourcen aus den 1940er und 1950er Jahren und „Re-Fotografiert“ diese.  Das Verwenden und Verfremden von bestehenden Bildquellen nennt man Appropriation Art. Die Appropriation Art entstand in den späten 1970er Jahren in New York.
Als Vorbild für die Verwendung von Text in Krugers Werken wird die Dada-Kunst und DIY Punk zins hervorgehoben. Oft benutzt sie, in den darübergelegten Slogans, direkte Anreden wie „you“, „I“, „we“ und „they.“ „Wenn sie die Personalpronomen ‚I‘, ‚me‘, ‚we‘ und ‚you‘, die in der Linguistik als ‚shifter‘ bekannt sind, verwendet, anstatt sie mit machtvollen Autoren der Werbung auszustaffieren, dann offenbaren diese allmählich, dass der Ort des Betrachters in der Sprache unendlich ist und verweigern so eine geschlechtliche Ausrichtung. Eher als männliche oder weibliche Position ergibt sich so ein Wechselspiel aus aktiver und passiver Beziehung.“
Ein wiederkehrendes Motiv bei Kruger ist die Gegenüberstellung von Bildern mit Texten, die Sexismus und Misogynie kritisieren, ebenso wie die Machtverteilung in der Gesellschaft.

#### Bekannte Grafische Werke
- "Untitled (I shop therefore I am)" Das Rechteck, welches von der zugreifenden Hand gehalten wird und den Slogan „I shop therefore I am“ trägt, steht sinnbildlich für eine Kreditkarte.[14] – Konsumkritik
- "Untitled (Your Body is a Battleground)" Auf einem schwarz-weiß Porträt einer Frau platzierte sie 1989 den Slogan „Your body is a battle ground“ (Abb. 7). Mittels dieser feministisch geprägten Aussage rief sie im gleichen Jahr zu einer Demonstration für das Recht auf Abtreibung auf.[15]
- "Untitled (We don't need another hero)"

### Installationen
Schon früh arbeitete Kruger mit Video, Film, Audio und Projektionen. Indem sie die Betrachter mit direkter Anrede einnimmt, beschäftigt sich ihre Arbeit, wie es Kruger selbst formuliert, "mit der Freundlichkeit und gleichzeitig mit der Brutalität des sozialen Lebens, wie wir Menschen miteinander umgehen". Beispiele hierfür sind die Installation an der Fassade des Kaufhof an der Hauptwache in Frankfurt am Main im Jahre 2002 Du willst es. Du kaufst es. Du vergisst es. und Circus in der Frankfurter Schirn Kunsthalle im Jahre 2010.

## Bedeutung
Kruger ist eine der bedeutenden Gegenwartskünstlerinnen der USA. Sie gehört „zur ersten Generation feministischer Künstlerinnen [...], die weltweit Beachtung fanden“. Ihre Werke sind u. a. im Museum of Modern Art in New York, im Solomon R. Guggenheim Museum und im Museum of Contemporary Art in Los Angeles zu sehen.

## Auszeichnungen
- Goldener Löwe (Ehrenlöwe) für ihr Lebenswerk auf der 51. Biennale in Venedig 2005
- Mitglied der American Academy of Arts and Sciences 2015
- 2019 wurde Barbara Kruger der Goslarer Kaiserring zuerkannt.[18]

## Einzelausstellungen (Auswahl)
- 2022: Barbara Kruger: Bitte lachen / Please cry, Neue Nationalgalerie, Berlin
- 2017: Barbara Kruger. Forever, Sprüth Magers (Galerie), Berlin[19]
- 2017: Barbara Kruger: Public Service Announcements, Wexner Center for the Arts, Ohio[20]
- 2016: In the Tower: Barbara Kruger, National Gallery of Art, Washington
- 2013: Barbara Kruger: Believe + Doubt, Kunsthaus Bregenz, Bregenz
- 2012: Barbara Kruger: Believe + Doubt, Hirshhorn Museum and Sculpture Garden, Washington
- 2011: Barbara Kruger, Pinakothek der Moderne, München

## Bücher
- Barbara Kruger: 7 January to 28 January 1989, Mary Boone Gallery, 1989
- Barbara Kruger: 5 January to 26 January 1991, 1991
- Remote Control: Power, Cultures, and the World of Appearances, 1994
- Remaking History (Discussions in Contemporary Culture, No 4) 1998
- Money Talks (mit Lisa Phillips), 2005

## Film und Video
- "Pleasure, Pain, Desire, Disgust". 1997
- "Twelve". 2004